# Нагорни Карабах
Нагорни Карабах (на азербайджански: Dağlıq Qarabağ или Yuxarı Qarabağ; на арменски: Լեռնային Ղարաբաղ) е регион в Южен Кавказ без излаз на море. Историческото наименование е Арцах (на арменски: Արցախ). Регионът е предимно планински и залесен.
По-голямата част от региона е под контрола на провъзгласилата се за независима Република Нагорни Карабах. Територията ѝ е международно призната като част от Азербайджан, който не контролира региона от 1991 г. насам. От края на войната в Нагорни Карабах през 1994 г., представители на правителствата на Армения и Азербайджан провеждат мирни преговори с посредничеството на Минската група на ОССЕ относно спорния статут на региона.
Районът обикновено се отъждествява с административните граници на бившата Нагорно-карабахска автономна област с площ от 4400 km² (1700 mi²). Историческият регион Карабах обхваща приблизително 8223 km² (3175 mi²).
Държавното формирование в региона се нарича Република Нагорни Карабах или Република Арцах (Արցախ), наследник на бившата Нагорно-карабахска автономна област в състава на Азербайджанската ССР на СССР. Населен е главно с етнически арменци (80%). Автономната област обявява независимост на 2 септември 1991 г., но не е призната от международната общност, с изключение на Абхазия, Южна Осетия и Приднестровие. Площта на региона е около 11 500 km², има население от около 145 000 души. Неговата столица е Степанакерт.
След военна операция на Азербайджан от 19 септември 2023 г. Нагорно-Карабахската република капитулира и прекратява съществуването си от 1 януари 2024 г., в резултат на което Азербайджан поема контрол над територията ѝ.

## Наименование
Думата Нагорни идва от руското прилагателно нагорный, което означава „горен“, „висок“ или „вископланински“. Азербайджанското име на района също включва подобни прилагателни „dağlıq“ (планински) или „yuxarı“ (горен), защото въпросният район обхваща средната планинска част на по-обширната област „Карабах“. Прилагателното „Нагорни“ придобива административна тежест по време на Съветския съюз, когато е била създадена Нагорно-карабахската автономна област. Това е и причината, поради която и други езици добавят към името определения като „планински“ или „горен“, макар че напр. арменското наименование не включва подобни квалификации. Така например, официалното наименование на региона във Франция е Haut-Karabakh, което означава „Горни Карабах“, а на немски се нарича Bergkarabach, което означава „Планински Карабах“.
Името Карабах се състои от две думи „kara“ и „bagh“, които са с от тюркски и персийски произход и буквално означават „черна градина“. Името първоначално се появява в грузински и персийски източници от 13 и 14 век. С названието „карабах“ се наричат и вид шарени килими, произведени първо в този район.
На местните езици в региона, преводът на името му е „Планински Карабах“, или „Планинска черна градина“:
- на арменски: Լեռնային Ղարաբաղ;
- на руски: Нагорный Карабах (Нагорни Карабах);
- на азерски: Dağlıq Qarabağ (Планински) или Yuxarı Qarabağ (Горни);

Арменците, живеещи в региона, често го наричат Арцах (на арменски: Արցախ) по името на 10-та провинция на древното Арменско царство.
Древните гръцки източници, назовават района Orkhistene.

## История

### Праистория
В ранната бронзова епоха регионът на днешния Нагорни Карабах е в сферата на влияние на културата куро-аракс.

### Античност
Първоначалното му население се състои от коренното население и племенни номади, като се смесват с арменци и регионът е интегриран към Кралство Армения през 4 век пр.н.е.
През 387 г. Римската империя и Сасанидската империя сключват мирен договор и си поделят Армения. Тогава Арцах и Утик са интегрирани към Агбани, по онова време част от Сасанидската империя. През 451 г. Арцах се превръща в център на съпротивата срещу Персия.

### Средновековие
От VII до IX век регионът на Кавказ е доминиран от Арабския халифат. През VII век първенците на Арцах са под влиянието на суверена Сиуни. През XIX век областта влиза в Руската империя.

### Персийска империя
Преди 1722 г. автономни части са присъединени към Персия. След разпадането на Персийската династия и идването на османците в Кавказ има кратък период на независимост между 1722 и 1730 г. След 1730 г. регионът попада под влиянието на Иран. През 1796 г. при руска експедиция регионът е окупиран от Руската империя.

### Руска империя
Руската империя присъединява региона по време на Руско-персийската война от 1804 – 1813 г., като присъединяването е потвърдено чрез договора от Голестан.
След Октомврийската революция Нагорни Карабах е разделен между Демократична република Армения и Демократична република Азербайджан. След Първата световна война регионът се контролира от Великобритания.

### Съветски съюз
През 1920 г. Азербайджан, част от който е Нагорни Карабах, е присъединен към СССР. През същата година болшевиките на власт в Армения създават Арменска съветска социалистическа република. По онова време територията на Нагорни Карабах е 94% населена с арменци. През 1923 г. Нагорни Карабах става автономна област, отделена от Армения. На 20 февруари 1988 г. Нагорни Карабах декларира отцепване от СССР.

### След СССР
Разпадането на СССР през 1991 г. довежда до независимостта на Азербайджан и на Армения. Вследствие на това на 2 септември 1991 г., след референдум, Нагорни Карабах обявява своята независимост. Азербайджан е недоволен от създалата се ситуация. За да възстановят контрола си над Нагорни Карабах, властите на Баку изпращат войски в Нагорни Карабах. В периода 1990 – 1992 г., вследствие на блокадата на Азербайджан, в Нагорни Карабах настъпва хуманитарна катастрофа.
Тази ситуация в региона, създала се от окупацията на Нагорни Карабах от азербайджански доброволци и войски, довежда до острата реакция на Съвета за сигурност на ООН, издал 4 резолюции по проблема през 1993 г. През май 1994 г. Групата на Минск, с представителство на Франция, Русия и САЩ, разрешава военния конфликт, чрез преговори и резолюция.

## География
Нагорни Карабах има площ 4400 km2. и е разположена в югоизточните части на Малък Кавказ. На север се простира хребетът Муровдаг с максимална височина връх Гямиш 3724 m (40°16′46″ с. ш. 46°21′30″ и. д. / 40.279444° с. ш. 46.358333° и. д.), а в центъра, от запад на изток, се простира Карабахския хребет (2725 m). Североизточните и източните райони са равнинни. Разработват се находища на полиметални руди, литографски камък, исландски шпат, мрамор, графит, азбест. Има многочислени минерални източници (Турщсу, Ширлан, Черектар, Исабулаги и др.).
Климатът в по-голямата част на района е умерено топъл със суха зима, а в западните и югозападните планински части – прохладен и студен със суха зима. В равнината и среднопланинските части средната януарска температура е от 3 до -2 °C, а във високопланинските части – от -6 до -10 °C. Средната юлска температура е съответно 25 – 20 °С и 15 – 10 °С. Годишната сума на валежите варира от 400 – 600 mm в равнините и средногорията, до над 800 mm в планините. Най-големите реки в областта са Тертер, Хачинчай, Каркарчай (от басейна на Кура), Кенделанчай, Ишханчай (от басейна на Аракс) и текат в дълбоки дефилета, използват се за напояване и като източници на електроенергия. На река Тертер е изградено Сарсанското водохранилище.
В равнините и нископланинските части преобладават кестенявите почви, в среднопланинските – кафявите планинско-горски с петна от планински черноземи, а нагоре – планинско-ливадни почви. Равнините са заети основно от пелинова и пелиново-тревиста полупустиня, в предпланините и нископланинските части има участъци с полуксерофитни храсти в съчетание със степна растителност, а нагоре следват широколистни гори, субалпийски и алпийски пасища. Горите (дъб, бук, габър, диворастящи плодови) и храстите заемат над 32% от територията на областта. От животните най-характерни са каспийски улар, безоаров козел, кошута, бодлокож, кафява мечка, алпийска гарга, скалист гущер и др.
Най-големите градове в региона са Степанакерт, който служи като столица на Република Нагорни Карабах и Шуша, който частично е в руини. Лозя, овощни градини и черничеви насаждения за копринени буби, са разработени в долините.
Нагорни Карабах е съставен от 7 региона:
| Район                     | Население (2010) | Площ (km²) | Гъстота |
| ------------------------- | ---------------- | ---------- | ------- |
| гр. Степанакерт (столица) | 52 300           | 25,7       | 2035,02 |
| Аскерански район          | 17 700           | 1196,3     | 14,8    |
| Хадрутски район           | 12 400           | 1876,8     | 6,61    |
| Мартакертски район        | 19 600           | 1795,1     | 10,92   |
| Мартунински район         | 23 500           | 951,1      | 24,71   |
| Шаумяновски район         | 3000             | 1829,8     | 1,64    |
| Шушински район            | 5100             | 381,3      | 13,38   |
| Кашатагски район          | 7800             | 3376,6     | 2,31    |